# Charles Taylor (filósofo)
Charles Margrave Taylor (Montreal, 5 de novembro de 1931) é um filósofo canadense. É Professor Emérito de Filosofia e Ciência Política na Universidade McGill e tem contribuído com escritos sobre filosofia política, ciências sociais, história da filosofia e filosofia da religião. Seu trabalho lhe rendeu vários prêmios, entre eles: Kyoto, Templenton, Berggruen e John W. Kluge.

## Formação
Taylor graduou-se em História pela Universidade de McGill em 1952 e continuou seus estudos na Universidade de Oxford como bolsista do All Souls College, onde aprofundou sua pesquisa nas áreas de filosofia, política e economia e pós-graduou-se em 1961 sob a supervisão de Isaiah Berlin e G.E.M. Ascombe.

## Vida profissional
De 1976 a 1981, Taylor dirigiu a cadeira de “Pensamento Político e Social” na Universidade de Oxford. Durante muitos anos, antes e depois de Oxford, Taylor foi professor de ciência política e filosofia na Universidade McGill, em Montreal, Quebec, Canadá onde hoje é professor Emérito. Taylor foi também do conselho curador e professor de direito e filosofia da Universidade Northwestern, em Evanston por vários anos depois de sua aposentadoria da Universidade McGill. Ele foi eleito Membro Honorário Estrangeiro da Academia Americana de Artes e Ciências em 1968. Em 1991, Taylor foi nomeado para o Conseil de la langue française na província de Quebec, onde criticou as leis comerciais do Quebec. Em 1995, foi condecorado como Companheiro da Ordem do Canadá. Em 2000, foi nomeado Grande Diretor da Ordem Nacional de Quebec. Ele recebeu o Prêmio Templeton de 2007 pelo progresso de suas pesquisas ou descobertas sobre realidades espirituais, que incluiu um prêmio em dinheiro de US $ 1,5 milhão. Em 2007, ele e Gérard Bouchard foram nomeados para dirigir uma Comissão de Inquérito de um ano sobre o que constituiria "acomodação razoável" para as culturas minoritárias no Quebec, Canadá. Em junho de 2008, recebeu o Prêmio Kyoto na categoria de artes e filosofia. O Prêmio de Kyoto é tido como o Nobel japonês. Em 2015, recebeu o Prêmio John W. Kluge de Realização no Estudo da Humanidade, um prêmio que ele compartilhou com o filósofo Jürgen Habermas. Em 2016, foi premiado com o Prêmio Berggruen inaugural de US $ 1 milhão por ser "um pensador cujas ideias têm um significado amplo para moldar a auto-compreensão humana e o avanço da humanidade”. Suas principais contribuições são na área da filosofia política, filosofia social, história da filosofia e filosofia da religião. Taylor defende uma participação ativa na vida política, tendo concorrido ao Senado canadense por três vezes, mas não sendo eleito.

## Pensamento filosófico
Taylor escreveu trabalhos sobre George Wilhelm Friedrich Hegel,  Ludwig Wittgenstein, Heidegger e Merleau-Ponty. Rejeita o naturalismo e formalismo epistemológico. Ele faz parte de uma tradição influente do idealismo canadense que inclui John Watson, Paxton, Young, C.B. MacPherson e George Grant. No seu ensaio “Seguindo uma regra”, Taylor especula acerca da razão por que as pessoas podem falhar em seguir regras; e que espécie de conhecimento é esse que permite às pessoas serem bem sucedidas em seguirem regras, assim como a seta no sinal de trânsito. A tradição intelectual pressupõe que para seguir regras nós temos que conhecer as proposições e premissas sobre como devemos seguir as regras.  Segundo Wittgenstein a interpretação das regras baseia-se num fundo tácito em que obedecer a uma regra é uma prática. Taylor situa a interpretação das regras nas práticas que são incorporadas no nosso corpo sob a forma de hábitos, disposições e tendências. Seguindo Heidegger, Merleau-Ponty, Hans-Georg Gadamer, Michael Polanyi e Wittgenstein, Taylor argumenta que é um erro pressupor que nosso entendimento é primeiramente mediado por uma representação. É apenas contra um pano de fundo não articulado que representações podem ganhar sentido para nós. Nós seguimos regras que explicitamente representamos para nós mesmos, mas Taylor nos lembra que regras não contém os princípios de sua própria aplicação: aplicações exigem que construamos um entendimento prático, ou um “senso das coisas” – o pano de fundo. Ou seja, o fundo são práticas.
Os sentidos são as portas para a experiência enquanto bits de informação para o self agente de avaliação e contratante de um nível de racionalidade que lhe permite firmar acordos morais e especular qual seria a melhor vida a ser vivida. Como o juízo sobre os valores deve permanecer, se deve ser reavaliado e/ou reafirmado. Segundo Taylor, esse agente, o self , é influenciado pela cultura de onde emerge, tendendo nas sociedades ocidentais, caminhar em direção a razão instrumental, a autorrealização e ao atomismo.  O progresso da instrumentalização da razão é o que nos permite a dominação da natureza, através de elaborados esquemas científicos autosuficientes que têm na matemática sua mais alta expressão, “aplicação mais econômica dos meios para determinado fim. Eficiência máxima, a melhor relação custo-benefício, é sua medida de sucesso” (2009, p.14). Taylor argumenta em “Sources of the Self”, 1989 (As Fontes do Self ,1997) e “The Ethics of Autenticity”, 1992 (A Ética da Autenticidade, 2009), que a modernidade acentuou o individualismo e o desencantamento do mundo. Uma vez que a sociedade não possui mais uma estrutura sagrada, os arranjos sociais estão disponíveis podendo ser redefinidos, o que passa a ser meta é felicidade e o bem-estar da autorrealização. Contudo, nesse caminho obscuro que eleva o individual sobre o coletivo e “tende a ver a realização apenas como do self, negligenciando ou deslegitimando as demandas que vêm de fora de nossos próprios desejos ou ambições” 2009, p.66), Taylor vislumbra uma ética da autenticidade onde a criação, construção e descoberta dos horizontes de significado não se desviem de uma autodefinição no diálogo. Caso contrário, tenderíamos a um antropocentrismo radical perigoso à convivência social.  As exigências da autenticidade, especula Taylor, estariam intimamente ligadas à estética. Existiria um bem maior como “a satisfação da beleza nos dá uma unidade e plenitude acima das divisões que surgem em nós na luta entre moralidade e desejo” (2009 p.72),  que privilegiaria a justiça intersubjetiva em contraposição a uma verdade do self. Nesse sentido, nossos vínculos com os outros, assim como exigências morais externas e de tratamento adequado que se espera de nós em relação aos demais poderiam estar facilmente em conflito com nosso desenvolvimento pessoal de autoverdade, do contato com o self, da harmonia dentro de nós. “As demandas de uma carreira podem ser incompatíveis com as obrigações para com nossa família” (2009, p.64). A ideia de uma liberdade autodeterminante mina a ética da autenticidade. Como “eus” somos agentes orientados por aquilo que é significativo para nós, embora habilitados para seguir o bem.  No livro “A Secular Age” 2007, (Uma era secular, 2010), Taylor argumenta contra a tese de secularização de Max Weber, Steve Bruce e outros.Em uma forma aproximada, a tese de secularização sustenta que, à medida que a modernidade (um feixe de fenômenos, incluindo ciência, tecnologia e formas racionais de autoridade) progride, a religião gradualmente diminui sua influência. Taylor começa pelo fato de que o mundo moderno não viu o desaparecimento da religião, mas sim sua diversificação e, em muitos lugares, seu crescimento. Ele então desenvolve uma noção alternativa complexa do que a secularização realmente significa, investigando a transformação pela qual a sociedade passou de temente à Deus para uma sociedade na qual a fé representa uma entre tantas possibilidades humanas. Taylor advoga por uma “religião mínima”, onde o contato com o sagrado é vivenciado no círculo imediato da pessoa com sua família e amigos. Crítico ao pessimismo contemporâneo, tenta argumentar um caminho entre discursos polarizados através do uso da instrumentalização da razão que a ecologia traz. Uma ideia de bem maior que garantiria a sobrevivência do antropocentrismo. Ele desenvolve um ponto de vista comunitarista, reconhece que os indivíduos são integrados contextos culturais e sociais, é crítico em relação ao empobrecimento da mundividência cultural do materialismo filosófico e do desconstrucionismo pós-moderno. A sua obra filosófica mais recente, representada em “Modern Social Imaginaries”, 2004, aponta para concepções substanciais do “eu” enquanto agente moral e agente de avaliação como um aspecto irredutível do modo como temos experiência do mundo e como compreendemos as nossas vidas.

## Crítica Comunitária ao Liberalismo
Taylor (assim como Alasdair MacIntyre, Michael Walzer e Michael Sandel) está associado a uma crítica comunitária ao entendimento liberal sobre o eu, ou o “self”. Os comunitaristas enfatizam a importância das instituições sociais no desenvolvimento do significado individual e da identidade.
Em sua conferência de Massey, 1991, “O mal-estar da modernidade”, Taylor argumentou que teóricos políticos – de John Locke e Thomas Hobbes a John Rawls e Ronald Dworkin – negligenciaram a maneira como o conceito de indivíduo emerge dentro do contexto propiciado pelas sociedades. Um entendimento mais realista do eu “self” reconhece o pano de fundo social contra o qual as escolhas ganham importância e significado.

## Política
Taylor foi candidato do Partido da Nova Democracia em Mount Royal por três ocasiões na década de 1960, começando com as eleições federais de 1962 quando ele chegou em terceiro atrás do liberal Alan MacNaughton. Ele melhorou sua posição em 1963, chegando em segundo. Mais famoso, ele também perdeu nas eleições de 1965 para o recém-chegado o futuro primeiro-ministro, Pierre Trudeau. Esta campanha obteve a atenção nacional. A quarta e última tentativa de Taylor de entrar na Câmara foi nas eleições federais de 1968, quando ele ficou em segundo lugar. Em 1994, ele coeditou um artigo sobre direitos humanos com Vitit Muntarbhorn na Tailândia. Ele também foi professor do político canadense e ex-líder do Partido da Nova Democracia Jack Layton. Em 2010, Taylor disse que o multiculturalismo era um trabalho em andamento que enfrentava desafios. Ele toma a islamofobia no Canadá como o próximo desafio.

## Capítulos de Livros
“O que é agência humana” in Teoria Crítica no Séc.XXI. Org. Jessé Souza e Patrícia Mattos. Ed. Annablume.  p.09-39

## Obras traduzidas
- "Hegel - Sistema, Método e Estrutura". Brasil, São Paulo - SP. Editora É Realizações, 2014
- "A Ética da Autenticidade". Brasil, São Paulo - SP. Editora É Realizações, 2011.
- "Imaginários sociais modernos". Lisboa: Edições Texto e Grafia, 2010.
- "Uma era secular". São Leopoldo: UNISINOS, 2010.
- As fontes do self[1]
- "Hegel e a sociedade moderna". São Paulo: Loyola, 2005.
- "Argumentos filosóficos". São Paulo: Loyola, 2000.